# Benoît Zwierzchiewski
Benoît Zwierzchiewski (19 de agosto de 1976 en Mouscron, Bélgica) es un corredor de fondo de Francia quién principalmente compitió en maratón durante su carrera. Consiguió su mejor marca personal (2:06:36) el 6 de abril de 2003 en París, Francia, igualando el récord europeo que el portugués António Pinto consiguió en la Maratón de Londres del año 2000.
En el Campeonato Mundial de Atletismo de 2001 en Edmonton consiguió el puesto 13º, y en el Campeonato Europeo de Atletismo de 2002 en Múnich terminó en el puesto 14º.